# M2 (Schiff)
Die M2 ist ein kombiniertes Fracht- und Passagierschiff.

## Geschichte
Das Schiff wurde 2002 gebaut und als Aranui 3 hauptsächlich zwischen Tahiti und den Marquesas eingesetzt. Es versorgte die Südseeinseln mit Waren und gleichzeitig konnten Touristen das Schiff für eine Kreuzfahrt nutzen. Die Route führte in aller Regel von Papeete über Fakarava, Ua Pou, Nuku Hiva, Hiva Oa, Tahuata nach Fatu Hiva und zurück.
Im Jahre 2015 wurde das Schiff durch die Aranui 5 ersetzt, die größer ist und über mehr Komfort verfügt.
Im September 2016 wurde das Schiff umgeflaggt und in M2 umbenannt. Derzeit verkehrt es im arabischen Raum.

## Technische Daten und Ausstattung

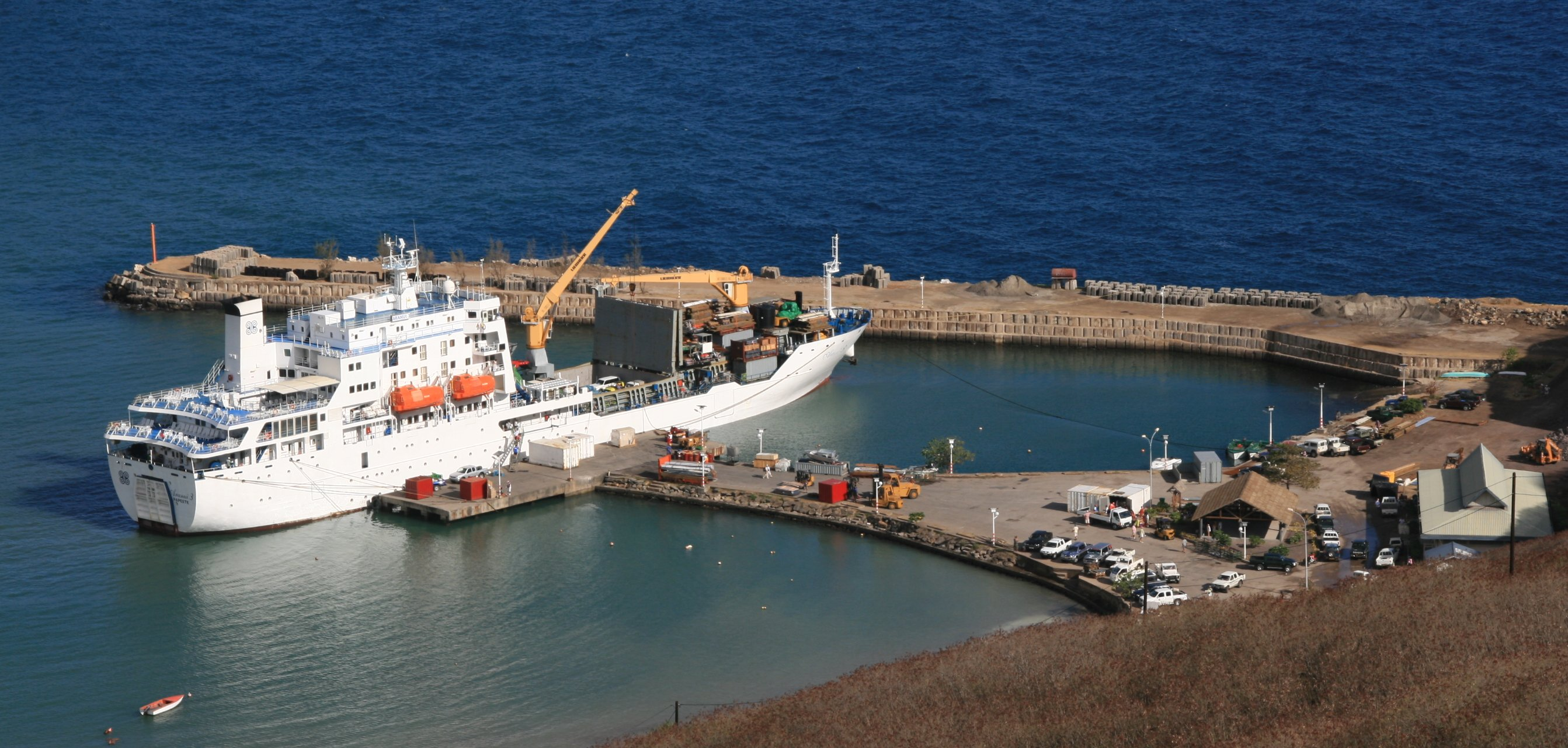
Aranui 3 im Hafen von Hakahau, Ua Pou

Das Schiff wird von einem Achtzylinder-Viertakt-Dieselmotor des Herstellers MaK (Typ: 8M32) mit 3840 kW Leistung angetrieben. Der Motor wirkt auf einen Verstellpropeller. Das Schiff erreicht damit eine Geschwindigkeit von rund 15 kn.
Für die Stromversorgung stehen insgesamt vier Dieselgeneratoren mit Leistungen von 216 kW (Scheinleistung: 270 kVA), 320 kW (Scheinleistung: 400 kVA) sowie zweimal 500 kW (Scheinleistung: 625 kVA) zur Verfügung. Ein weiterer Generator mit einer Leistung von ebenfalls 500 kW (Scheinleistung: 625 kVA) wird von der Hauptmaschine angetrieben.
Das Schiff verfügt über acht Decks. Die Decksaufbauten befinden sich ab etwa mittschiffs im hinteren Teil des Schiffes. Die unteren beiden Decks sind achtern für RoRo-Ladungen ausgelegt. Das Schiff verfügt hierfür über eine Heckrampe. Zwischen dem RoRo-Bereich und den Laderäumen vor den Decksaufbauten befinden sich Passagierkabinen und weitere Räume. Die Laderäume verfügen über ein Zwischendeck. Sie werden mit Falt-Lukendeckeln verschlossen. Das Schiff ist für den Ladungsumschlag mit zwei Liebherr-Kranen ausgerüstet.